# Буавішта-душ-Піньєйруш
Буавішта-душ-Піньєйруш (порт. Boavista dos Pinheiros; МФА: [bu.ɐ.ˈviʃ.tɐ duʃ pi.ˈɲɐj.ɾuʃ]) — парафія в Португалії, у муніципалітеті Одеміра. Розташована в південній частині країни, на теренах історичної португальської провінції Алентежу. Входить до складу округу Бежа. За адміністративним поділом, чинним до 1976 року, терени парафії були складовою провінції Нижнє Алентежу. Належить до Безької діоцезії Католицької церкви. Патрон — Діва Марія. Площа — 37,8453 км². Населення — 1633 ос. (2011). Слабо урбанізований регіон. Густота населення — 43,15 осіб/км²
. Код — 021116.

## Населення
| 2011  |
| 1 633 |